# Conrad Veidt

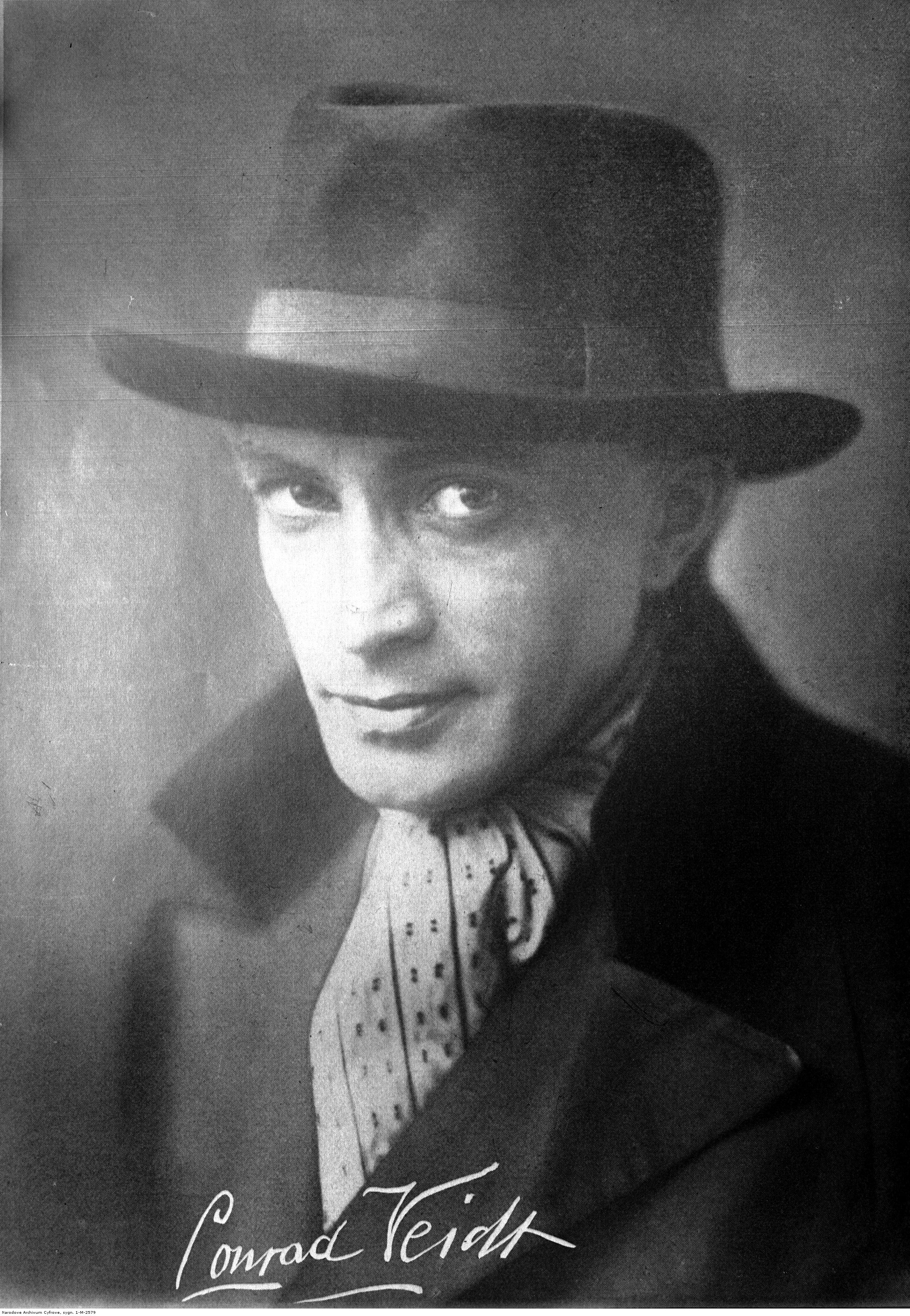
Conrad Veidt 1939.

Conrad Veidt född 22 januari 1893 i Berlin, död 3 april 1943 i Los Angeles, var en tysk skådespelare. 

## Biografi
Under stumfilmstiden medverkade Conrad Veidt i tyska filmer som Dr. Caligaris kabinett (1920) och Anders als die Andern (1919), i vilken han spelade vad som tros vara den första homosexuella karaktär som skrivits speciellt för film. Han medverkade också i Tysklands första ljudfilm, Das Land ohne Frauen (1929). 
Veidt var starkt kritisk till nazismen och när nazistpartiet tog makten i Tyskland, flyttade han till Storbritannien där han fortsatte sin karriär innan han flyttade till Hollywood. Hans mest berömda amerikanska roll är i den som Major Strasser i Casablanca (1942). Under andra världskrigets början så donerade Veidt en betydande del av sin engelska tillgångar till den brittiska armén. Han avled i Los Angeles år 1943.

## Filmografi i urval
- 1918 – Furcht
- 1919 – Opium
- 1920 – Dr. Caligaris kabinett
- 1921 – Sista dansen
- 1925 – Ingmarsarvet
- 1928 – Skrattmänniskan
- 1931 – Wien dansar och ler
- 1934 – Makt (Jud Süss)
- 1937 – Under den röda kappan
- 1939 – U-båt spionen
- 1940 – Tjuven i Bagdad
- 1941 – En kvinnas ansikte
- 1942 – Casablanca
- 1942 – Gangsterrazzia